# Lee Yoo-hyung
Lee Yoo-hyung — em coreano, 이유형 — (Sinchon, 21 de janeiro de 1911 — Seul, 29 de janeiro de 2003) foi um futebolista e treinador sul-coreano.
Nascido no início da ocupação japonesa da Coreia, Lee Yoo-hyung atuou tanto pela seleção japonesa quanto pela coreana. Com a última, participou dos Jogos Olímpicos de 1948, ainda como jogador. Três anos antes disso, Lee passou a fazer parte do comitê executivo da federação coreana de futebol, a qual ficou até 1968, tendo assumido o comando da seleção coreana em três oportunidades durante esse período. A sua segunda passagem no comando da seleção, além da mais longeva, foi a mais bem sucedida, culminando no título da Copa da Ásia de 1956, a primeira edição do torneio. Dirigindo a seleção em mais uma edição do torneio, em sua terceira passagem, terminou com uma terceira colocação na Copa da Ásia de 1964.

## Títulos
- Copa da Ásia: 1956